# Dirty Cops – War on Everyone
Dirty Cops – War on Everyone (Originaltitel: War on Everyone) ist ein britischer Buddy-Film des Regisseurs John Michael McDonagh aus dem Jahr 2016.

## Handlung
Terry Monroe und Bob Bolaño sind zwei korrupte Polizisten, die in den aktiven Dienst bei der Polizei von Albuquerque zurückkehren, nachdem sie wegen Übergriffen auf einen rassistischen Kollegen suspendiert wurden. Die beiden sind berüchtigt dafür, im Umgang mit Kriminellen nicht zimperlich zu sein, ganz im Gegenteil, sie nehmen Bestechungsgelder an und zögern nicht, sich durch Erpressung an ihnen zu bereichern. Sie sind ihr eigenes Gesetz, so dass sie auch nicht vor Trunkenheit oder Drogenmissbrauch im Dienst zurückschrecken.
Bei der Observation zweier Kleinkriminellen kommen die beiden Ermittler zu dem Schluss, dass der ortsansässige Kriminelle Jimmy Harris einen lukrativen Raubüberfall plant. Um an weitere Informationen zu dem geplanten Coup zu gelangen, kontaktieren sie Harris ehemaligen Gehilfen Reggie, dem sie mit einer Festnahme basierend auf fingierten Beweisen drohen, sollte er ihnen keine Auskünfte erteilen. Reggie und dessen irischer Freund Pádraic Power benennen Clifford Reynard als Fahrer des Fluchtwagens und erzählen von Harris‘ Freundin Jackie Hollis, die als Tänzerin in einem Stripclub von Russell Birdwell tätig war. Über Russell bringen sie Jackies Adresse in Erfahrung.
Unterdessen berichtet Russell seinem Chef James Mangan, einem zum Ritter geschlagenen britischen Geschäftsmann, der als Drahtzieher hinter dem Überfall steckt, dass sich die Polizei nach Jackie erkundigt hat. Daraufhin wird Russell von James aufgefordert, Jackie und die beiden Ermittler einzuschüchtern, damit diese ihre Ermittlungen gegen ihn einstellen. Russell kommt dieser Aufforderung im weiteren Verlauf nach, indem er das Schaufenster des von Delores Bolaño geleiteten Friseursalons einschlägt, während Jackie im Ladenlokal zu Gast ist.
Als Terry und Bob das Haus von Clifford auskundschaften, um ihn ebenfalls zu erpressen, vernehmen sie einen Schrei. Im Gebäude finden sie Clifford, der niedergestochen und blutüberströmt am Boden liegt, während seine hysterisch schreiende Frau das mutmaßliche Tatwerkzeug, ein ebenfalls blutüberzogenes Küchenmesser, in der Hand hält. Während die Ermittler noch überlegen, wie sie mit der neuen Situation umgehen sollen, sehen sie Danny, den jugendlichen Sohn der Reynards, vor dem Fenster vorbeihuschen und die Flucht ergreifen. Zwar verfolgen sie ihn, können ihn aber letztlich nicht fassen.
Durch Cliffords Tod ist die Rolle des Fluchtwagenfahrers nun vakant und so nimmt Reggie seinen Platz ein. Er versucht Terry und Bob ein falsches Ziel für den Überfall glauben zu machen, doch letztlich treffen die beiden am Tatort ein, wenngleich zu diesem Zeitpunkt Harris und dessen Komplizen bereits tot sind. Ihnen ist James Verstrickung in den Überfall nicht bekannt, so dass sie annehmen, Reggie wäre für die ungeahnte Wendung und die Unterschlagung der Millionenbeute verantwortlich.
Zwischen Jackie und Terry beginnt sich derweil eine Beziehung zu entwickeln.
Nachdem Terry und Bob von Russells Einschüchterungsversuch im Friseursalon erfahren, rächen sie sich an ihm. Terry, emotional befangen, schlägt dabei so lange auf Russell ein, dass dieser einseitig sein Augenlicht verliert. Nun nehmen sie wieder die Suche nach Reggie auf. Von Pádraic erfahren sie, dass Reggie sich nach Island abgesetzt hat. Tatsächlich machen sie Reggie in Island ausfindig. Sie erpressen nicht nur eine Beteiligung an der Beute, sondern erfahren davon, dass James als Drahtzieher hinter dem Überfall steckt.
Zurück in Albuquerque konfrontiert Lieutenant Gerry Stanton die beiden Ermittler damit, dass Russell Anklage gegen sie erhoben habe. Sie versichern ihrem Vorgesetzten, der Fall stehe kurz vor der Aufklärung. Auf ihrer Suche nach James treffen sie zufällig auf Danny, der sich ohne festen Wohnsitz bettelnd auf der Straße durchschlägt. Im Vertrauen äußert Terry gegenüber Bob seine Pläne, Danny als Pflegevater aufnehmen zu wollen. Jackie, die zwischenzeitlich bei Terry eingezogen ist, äußert ebenfalls Bedenken. Dennoch starten die drei einen Versuch als zusammengewürfelte Familie.
Terry wird von James Schlägern entführt, die ihn misshandeln, jedoch vor der Tötung eines Polizisten zurückschrecken, so dass sie ihn schließlich laufen lassen. Bob begleitet seinen von diesem Vorfall im Gesicht schwer gezeichneten Kollegen in ein nobles Restaurant, wo Terry als Retourkutsche James als Gastgeber vor den Augen seiner asiatischen Gäste bei einem Geschäftsessen brüskiert. Dies bringt das Fass zum Überlaufen und Lieutenant Stanton entlässt die beiden aus dem Polizeidienst.
James schwört Rache und enthauptet Pádraic. Zudem kontaktiert er die Polizei, um Terry und Bob in einen Hinterhalt zu locken. Danny berichtet Terry, dass er von seiner Mutter erfahren habe, sie habe ihren Vater getötet, weil dieser Teil eines von James geführten Rings für Kinderpornographie gewesen sei. Wütend wird Bob von Terry damit beauftragt, James zu töten. Bei der folgenden Schießerei wird Bob von einer Kugel getroffen und geht zu Boden. Terry streckt die verbliebenen Widersacher nieder und kümmert sich um seinen Kollegen, der grinsend die Augen aufschlägt und verrät, er trage eine beschusshemmende Weste. Russell wird um sein Leben bettelnd von Terry erschossen und Bob tötet James, der versucht sich freizukaufen.
Die Verstrickungen mit der Unterwelt Albuquerques haben sich damit für Terry und Bob aufgelöst, so dass Terry, Jackie und Danny zusammen mit Bob, dessen Familie sowie Reggie und dessen in Island kennengelernter Transgender-Freundin in Island an den heißen Quellen der Bláa Lónið einen gemeinsamen Urlaub verbringen können.

## Produktion
Wie bei seinen beiden Vorgängerfilmen verfasste Regisseur John Michael McDonagh erneut das Drehbuch selbst. Das Budget des Films lag bei unter 10 Millionen US-Dollar.
Die Dreharbeiten begannen am 8. April 2015 und endeten im Mai 2015. Erstmals ließ der irische Regisseur in den Vereinigten Staaten drehen. Gedreht wurde in Albuquerque, wo u. a. die Cathedral Church of St. John, das Anderson-Abruzzo Albuquerque International Balloon Museum, das Convention Center und das Milne Stadium als Kulisse genutzt wurden. Weitere Aufnahmen entstanden in Reykjavík.
Der Film wurde am 12. Februar 2016 beim Berlin International Film Festival sowie im selben Jahr beim Fantasy Filmfest gezeigt. Es folgten Aufführungen bei mehreren weiteren Filmfestivals, darunter beim South by Southwest Film Festival, Chicago Critics Film Festival, Deauville Film Festival, L'Étrange Festival, Helsinki International Film Festival, Zurich Film Festival, Toronto After Dark Film Festival, Tallinn Black Nights Film Festival, Torino Film Festival, Les Arcs International Film Festival und dem Beaune Film Festival. Im Vereinigten Königreich lief der Film am 7. Oktober 2016 und in Deutschland am 17. November 2016 in den Kinos an.
Der Name der von Michael Peña verkörperten Rolle des Bob Bolaño ähnelt dem des chilenischen Schriftstellers Roberto Bolaño. Diese Namensähnlichkeit erscheint bewusst gewählt, da Bob Bolaño Zitate diverser Intellektueller, darunter Simone de Beauvoir, Joseph Conrad und Marcel Duchamp, in den Mund gelegt werden.
Jackie liest das Buch The Algiers Motel Incident von John Hersey, das die Polizeigewalt während der Unruhen in Detroit 1967 thematisiert und von Kathryn Bigelow unter dem Titel Detroit im Jahr 2017 verfilmt wurde.
Das erste Foto, das sich Terry von Jackies Ex-Freunden anschaut, zeigt Martin McDonagh, den Bruder des Regisseurs John Michael McDonagh.

## Soundtrack
Folgende Musiktitel sind in dem Film zu hören:
- Catherine Spaak – Non E’ Niente
- Chris Clark – Something’s Wrong
- Davila 666 – Robacuna
- Fun Lovin’ Criminals – Bear Hug
- Glen Campbell – By the Time I Get to Phoenix
- Glen Campbell – Galveston
- Glen Campbell – Gentle on my Mind
- Glen Campbell – Rhinestone Cowboy
- Glen Campbell – Wichita Lineman
- Jackson C. Frank – Blues Run The Game
- Lee Hazlewood – Cold Hard Times
- M.O.P. – Ante Up
- Merle Haggard – I Take A Lot Of Pride In What I Am
- R.E.M. – Burning Hell
- Roberta Flack – Angelitos Negros
- The Clash – I Fought The Law

## Synchronisation
Die deutschsprachige Synchronisation entstand durch FFS Film- & Fernseh-Synchron nach einem Dialogbuch von David Nathan, der zugleich die Dialogregie führte.
| Darsteller            | Synchronsprecher  | Rolle                  |
| --------------------- | ----------------- | ---------------------- |
| Alexander Skarsgård   | Sascha Rotermund  | Terry Monroe           |
| Michael Peña          | Tobias Müller     | Bob Bolaño             |
| Alma Sisneros         | Runa Aléon        | Barkeeperin            |
| Antonio Valdez Jr.    | Elia Francolino   | Cesar Bolaño           |
| Zion Rain Leyba       | Elias Kunze       | Danny Reynard          |
| Stephanie Sigman      | Carolina Vera     | Delores Bolaño         |
| Tessa Thompson        | Anne Helm         | Jackie Hollis          |
| Geoffrey Pomeroy      | David Nathan      | Jimmy Harris           |
| Hugo Perez            | Michael Pan       | Jockey                 |
| Derrick Barry         | Dirk Petrick      | Kimberly               |
| Gabriel Isaiah Abeyta | Simon Kunze       | Lil' Bob Bolaño        |
| Theo James            | Martin Kautz      | Lord James Mangan      |
| Paul Reiser           | Frank Röth        | Lt. Gerry Stanton      |
| David Wilmot          | Thomas Nero Wolff | Pádraic Power          |
| Malcolm Barrett       | Torben Liebrecht  | Reggie X               |
| Caleb Landry Jones    | Patrick Roche     | Russell Birdwell       |
| Esodie Geiger         | Katja Schmitz     | Sicherheitsbeauftragte |

## Rezeption
Nach Einschätzung von Carsten Baumgardt von Filmstarts „überspannt [John Michael McDonagh] […] den Bogen, der überkandidelte Film läuft ihm erzählerisch aus dem Ruder und wirkt eher wie eine Fingerübung für zwischendurch“. „Ernst nimmt [er] […] nichts“, „auf eine sinnstiftende Handlung verzichtet er gleich ganz“, „beginnt irgendwo mittendrin“ und „endet mit einer kuriosen Schlusswendung, wenn sich all der Ärger wundersam in Wohlgefallen auflöst“, resümiert Baumgardt. Er vergleicht den Film mit einer „Spielfilmfassung des legendären Beastie-Boys-Musikvideos zu ‚Sabotage‘“, doch die „karikaturhafte Zuspitzung und [das] Sperrfeuer an coolen Gesten nutzt sich auf Spielfilmlänge allerdings irgendwann ab“. Die Hauptrollen seien „weder interessante noch sonderlich sympathische Figuren, sondern nur zwei völlig überzeichnete Cops außer Rand und Band“. Baumgardt räumt ein, „dem Film fehlt jede Erdung“ und „in dieser rotzigen Persiflage werden die Zitate und Verweise wild durcheinander geworfen“. Mit diversen „Anspielungen […] auf das Genre des Buddy-Cop-Movies“ u. a. auf Nur 48 Stunden, Bad Boys und Lethal Weapon, „aber auch auf Pulp Fiction“ komme der Film daher, „der Look wiederum erinnert an die pastellfarbenen 70er Jahre von Starsky & Hutch“. „Das große Ganze ergibt keinen Sinn, aber dafür sprüht ‚Dirty Cops‘ vor verrückten Ideen“, weiß Baumgardt lobend zu erwähnen, und dank der „schillernden Nebendarsteller […] verbreitet [der Film] Kurzweil“. Für die „vogelwild-überdrehte Satire auf das Buddy-Cop-Genre“ vergab Baumgardt drei von fünf möglichen Punkten.
Die Redaktion von Kino.de nannte Dirty Cops – War on Everyone „eine überdrehte Krimi-Komödie über zwei korrupte Polizisten, die sich mit einem zu großen Fisch anlegen“. Die „Krimi-Satire“ komme im „‚Tarantino‘-Stil“ mit einem „prominenten Cast“ daher. Wie in seinen beiden vorherigen Spielfilmen beweise Regisseur McDonagh „seinen Sinn für rabenschwarzen Humor und moralische dubiose Hauptfiguren“. Die Redaktion vergab zweieinhalb von fünf möglichen Punkten.
Barbara Schweizerhof von Epd Film lobt, dem Film, der „ins launige Buddymovie-Fach“ einzuordnen sei, sei keine „mangelnde Cleverness“ vorzuwerfen. Er gehöre „zu jener Sorte Film, die vordergründig ‚nur spielen will‘, im Hintergrund aber den Zuschauer in einen Dialog verwickelt“. Es dominieren die „witzigen Kontraste“, wenn die Protagonisten „stets exquisit in feine Anzüge gekleidet, […] betont ‚grob‘ mit ihrer Verbrecherklientel umgehen“. „Cops und Gangster“ lassen „die ‚punch lines‘ nur so fliegen“ und „Mädchenschwarm“ Theo James gibt „sein britisch-schleimiges Bestes“. Gleichzeitig gibt Schweizerhof zu bedenken, „ein bisschen ist es so, als hätte sich John Michael McDonagh auf gleich mehreren Ebenen nicht entscheiden können“ und fragt sich: „Soll ‚War On Everyone‘ postmodern ironisch den 70er-Jahre-Film demontieren oder ihn nostalgisch feiern? Soll man sich ohne Nachdenken am Genrefilm erfreuen, oder soll man all die cleveren Anspielungen goutieren?“ Verglichen mit den Vorgängern The Guard und Calvary sei der Film eine „Enttäuschung“, „zumal das Aufbegehren gegen die politische Korrektheit irgendwie ihre Subversivität verloren hat“. Schweizerhof vergab zwei von fünf möglichen Punkten.
Die Redaktion der Cinema vertritt die Meinung, „die schwarze Buddykomödie […] wirkt wie ‚Bad Boys‘ mit einer anderen Hautfarbe“, denn „die Gags sind fast identisch, ebenso das großmäulige Auftreten der Anticops und die Konstruktion der Geschichte“. Vieles sei bekannt, „einiges erinnert an Quentin Tarantino, anderes an ‚Lethal Weapon‘“, doch „zu einer eigenständigen Form findet ‚Dirty Cops‘ […] nie“. Als „routinierter Actionthriller über zwei korrupte Cops“ sei der Film „manchmal lustig, aber zu simpel“, so dass die Redaktion drei von fünf möglichen Punkten vergab.
„Schwarzer Humor“ liege dem Regisseur McDonagh „definitiv im Blut“, urteilt die Redaktion der Prisma, denn bereits bei seinen Vorgängerwerken „bewies er seinen abgründigen Witz“, doch bei Dirty Cops – War on Everyone setzt er „noch einen drauf“. Trotz aller „verrückten Ideen“ komme der Film „an seine bereits umgesetzten Genre-Mitstreiter […] nicht ganz heran.“ Die Redaktion vergab drei von fünf möglichen Punkten.
Die Redaktion der TV Today hält die „unkorrekte, klar auf Kult gebürstete Buddykomödie“ für „zynisch“, denn „korrupte Cops gab’s ja schon öfter, aber die hier toppen echt alles“. Die „schwarze Humorsuppe“ sei „eine Spur zu dünn“ geraten, wenn der Film „zu coolem 70er-Sound“ seinen Platz „angesiedelt irgendwo zwischen ‚Starsky und Hutch‘, ‚Lethal Weapon‘ auf Droge und dem ‚Sabotage‘-Video der Beastie Boys“ suche. Er sei „wüst, wild und respektlos“, doch „die Story ist dünn geraten und die Luft bald raus“. Die Redaktion vergab einen von drei möglichen Punkten.
Thomas Hummitzsch von intellectures.de ist der Meinung, „John Michael McDonaghs Buddy-Komödie ‚War on everyone‘ ist ein großer Spaß, der Starsky und Hutch in den Schatten stellt“.

## Auszeichnungen
Beim Toronto After Dark Film Festival wurde der Film 2016 als beste Filmkomödie ausgezeichnet. Liz Gallacher wurde 2018 bei den Guild of Music Supervisors Awards in der Kategorie Best Music Supervision for Film Budgeted Under 10 Million Dollars nominiert.